# Isole antartiche e sub-antartiche

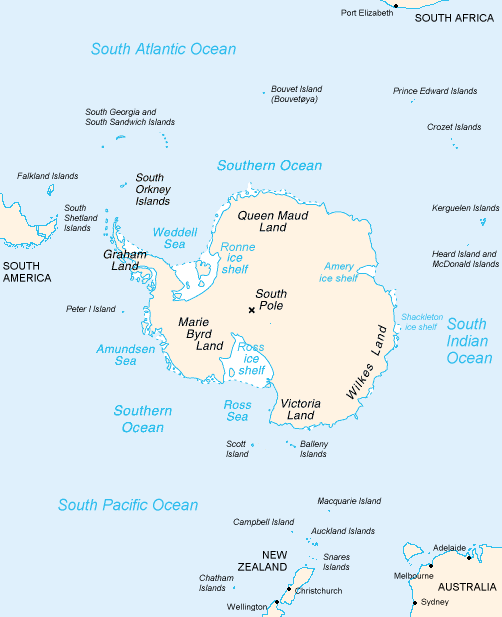
Antartide ed isole circostanti

Le isole antartiche sono le isole situate nell'Oceano Meridionale o nei mari antartici a sud del Circolo Polare Antartico. Le isole sub-antartiche sono le isole situate a nord dei 60°S. Secondo quanto stipulato nel Trattato Antartico non sono riconosciute le rivendicazioni territoriali sulle terre situate a sud dei 60°S, sono incluse quindi le isole antartiche.

## Isole sub-antartiche
- Isole Antipodi 49°40′S 178°46′E (Nuova Zelanda)
  - Isola Antipodi 49°41′24″S 178°46′48″E
    - Isola Leeward
    - Isole Windward (Ovest - Est)
    - Isolotto Orde Lees

  - Isola Bollons 49°38′S 178°49′E
    - Isola Archway

- Isole Auckland 50°42′S 166°05′E (Nuova Zelanda)
  - Isola Adams
  - Isola Auckland 50°42′S 166°05′E
  - Isola Davis
  - Isola Disappointment
  - Isola Dundas
  - Isola Enderby
  - Isola Ewing
  - Isola Figure of Eight
  - Isola Frenchs
  - Isola Friday
  - Isola Green
  - Isola Masked
  - Isola Monumental
  - Isola Ocean
  - Isola Rose
  - Isola Shoe
  - Isola Yule

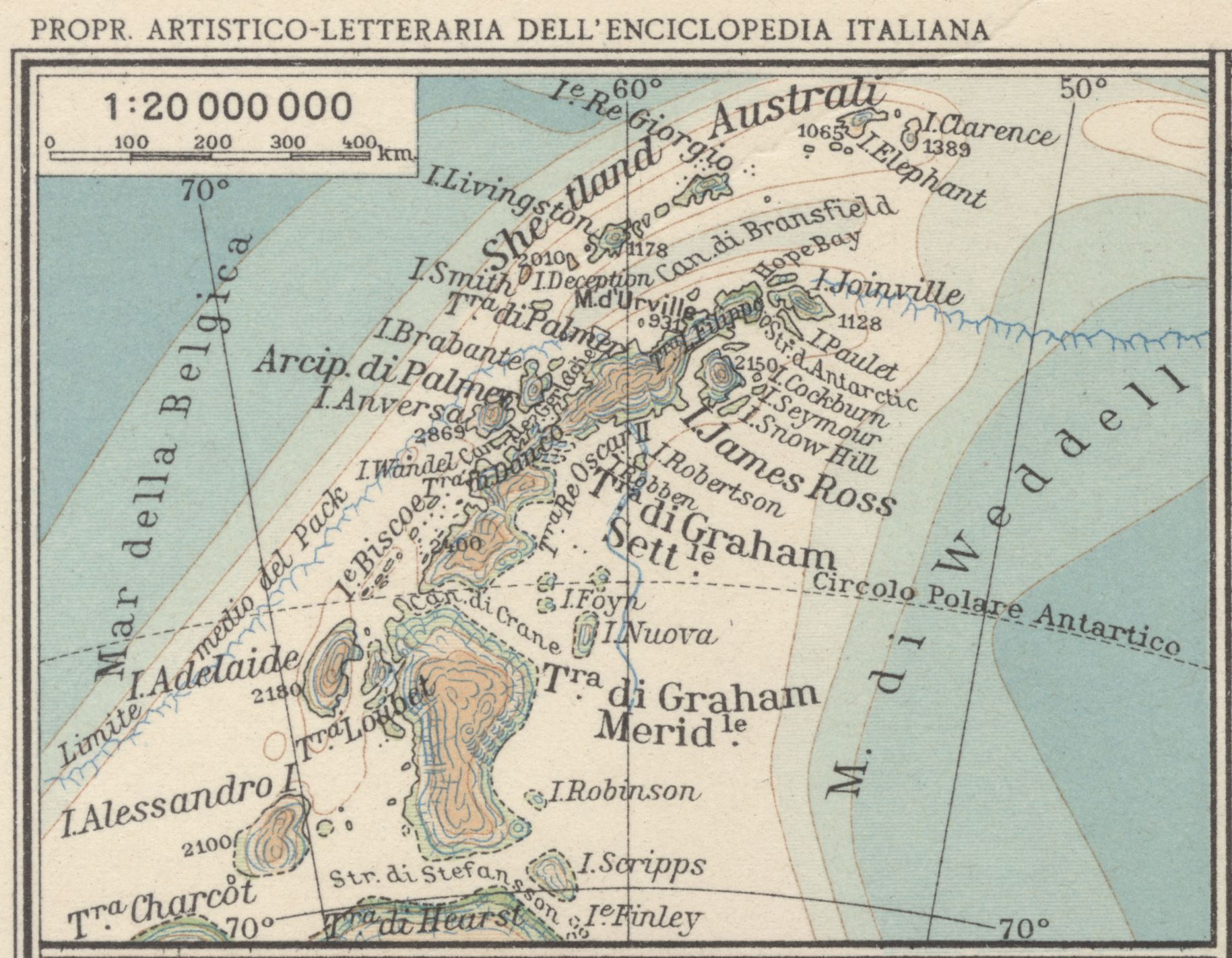
Mappa del 1929 di un settore delle isole antartiche

  - Scogli Adams, Scoglio Amherst, Scoglio Archer, Scoglio Beacon, Scoglio Beehive, Scoglio Blanche, Scogli Column, Scoglio Compadre, Scoglio Detached, Scogli Five Sisters, Scogli Lantern, Scogli Pillar, Scogli Pinnacle, Scoglio Shag, Scogli Sugar Loaf

- Isole Bounty 47°42′S 179°04′E (Nuova Zelanda)
  - gruppo principale o occidentale 47°45′S 179°02′E:
    - Isola Depot
    - Isola Lion
    - Isola Penguin
    - Isola Proclamation
    - Isola Ranfurly
    - Isola Ruatara
    - Isola Spider
    - Isola Tunnel
    - Scoglio Dog, Scoglio Seal, Scoglio Skua

  - gruppo centrale 47°45′45″S 179°02′40″E:
    - Isola Castle
    - Isola Coronet
    - Isola Funnel
    - Isola Prion

  - gruppo orientale 47°46′S 179°04′E:
    - Isola Con
    - Molly Cap
    - Scoglio North

- Isole Campbell (Nuova Zelanda)
  - Isola Campbell 52°32.4′S 169°08.7′E
  - Isola Dent 52°31.15′S 169°03.75′E
  - Isola Folly
  - Isola Gomez
  - Hook Keys
  - Isola Jacquemart 52°37′S 169°07.5′E
  - Isle de Jeanette Marie
  - Isola Monowai
  - Isola Survey
  - Isola Wasp
  - Scoglio Bull, Scoglio Cossack, Scoglio Seagull, La Botte

- Isole Crozet (in francese: Îles Crozet o ufficialmente Archipel Crozet) (Francia)
  - gruppo occidentale
    - Île aux Cochons 46°06′S 50°14′E
      - Brisants de l'Héroïne 46°14′S 50°15′E

    - Île des Pingouins 46°27′S 50°23′E
      - Brisant du Tamaris
      - la Chandelle
      - Île Riou
      - le Kiosque
      - Rocher de l'Arche

    - Îlots des Apôtres 45°58′S 50°27′E
      - le Caillou
      - le Clown
      - le Donjon
      - l'Enclume
      - la Grande Aiguille
      - Grand Île (isola maggiore degli Îlots des Apôtres)
      - le Hangar
      - les Jumeaux
      - l'Obélisque
      - la Petite Aiguille
      - Petite Île (seconda isola degli Îlots des Apôtres)
      - Rocher Fendu
      - Rocher Nord (terza isola degli Îlots des Apôtres)
      - Rocher Percé
      - Rocher Sud
      - la Sentinelle Perdue
      - les Sentinelles du Diable
      - le Torpilleur

  - gruppo orientale
    - Île de la Possession 46°24′S 51°46′E
      - Roche Carrée
      - Roche Debout
      - Rochers des Moines
      - Roche Percée
      - Rocher Pyramidal
      - Rochers de la "Fortune"

    - Île de l'Est 46°26′S 52°18′E
      - la Voile

- Isole Diego Ramírez 56°30′S 68°43′W (Cile)
  - gruppo settentrionale
    - Isla Norte
    - Isolotto Cabezas, Isolotto Martínez, Isolotto Mendoza, Isolotti Peñailillo, Isolotto Schlatter

  - gruppo meridionale
    - Isla Bartolomé (isola maggiore delle Diego Ramirez)
    - Isla Gonzalo (seconda isola delle Diego Ramirez)
    - Isolotto Águila (punto più a sud dell'America Meridionale) 56°32′15″S 68°43′10″W
    - Isolotto Barros, Isolotto Ester, Isolotto García, Isolotto Hernández, Isolotto Nahuel, Isolotto Pontevedra, Isolotto Santander, Isolotti Torres, Isolotti Vergara

- Isole Ildefonso 55°44′S 69°26′W (Cile)
  - Isla Grande (isola maggiore delle Ildefonso)
  - Isla Cinclodes, Isla Norte, Isla Spirit, Isla Square, Isla Sur

- Isola Macquarie 54°37′S 158°51′E (Australia)
  - Isolotti Bishop and Clerk (punto più a sud dell'Australia, incluse le isole) 55°06′S 158°43′E
  - Isolotti Judge and Clerk 54°21′S 159°01′E

- Isole del Principe Edoardo 46°46′23″S 37°51′09″E (Sudafrica)
  - Isola Marion 46°54′45″S 37°44′37″E
  - Isola del Principe Edoardo 46°38′39″S 37°56′36″E

- Isole Saint Paul e Amsterdam 38°16′10″S 77°32′30″E (Francia)
  - Isola Amsterdam 37°49′33″S 77°33′17″E
  - Isola Saint-Paul 38°43′48″S 77°31′20″E

- Isole Snares 48°01′S 166°32′E (Nuova Zelanda)
  - Isola Broughton
  - Isola di Nord Est
    - Scogli Daption, Alert Stack

  - Western Chain
    - Isole Tahi, Rua, Toru, Whā e Rima

## Isole antartiche situate a nord dei 60°S
- Isola Bouvet (Bouvetøya) 54°26′S 3°24′E (Norvegia)

- Isole Heard e McDonald (HIMI) 53°00′S 73°00′E (Australia)
  - Isola Heard 53°06′S 73°31′E
  - Isola McDonald 53°03′S 72°37′E

- Georgia del Sud e isole Sandwich meridionali (Regno Unito; rivendicate dall'Argentina)
  -     - l'isola principale (Georgia del Sud) e le isole vicine
      - Georgia del Sud, isola principale 54°15′S 36°45′W
      - Isola di Bird 54°00′S 38°03′W
      - Isola Annenkov 54°29′S 37°05′W
      - Isola Cooper 54°48′S 35°47′W
      - Isole Pickersgill 54°37′S 36°45′W
      - Isole Welcome 53°58′S 37°29′W
      - Isole Willis 54°00′S 38°11′W
        - Trinity Island 54°00′S 38°10′W

      - Black Rocks 54°08′S 36°38′W

    - The Shag Rocks and the Black Rock
      - Shag Rocks 53°33′S 42°02′W 185 km ovest-nordovest di Georgia del Sud
      - Black Rock 53°39′S 41°48′W 169 km ovest-nordovest di Georgia del Sud e 16 km a sudest dei Shag Rocks

    - Clerke Rocks 55°01′S 34°41′W 56 km est-sudest di Georgia del Sud

  - Isole Sandwich Australi 57°45′S 26°30′W
    - Traversay and Candlemas Islands
      - Isole Traversay 56°36′S 27°43′W
        - Isola Leskov
        - Visokoi Island
        - Isola di Zavodovski

      - Candlemas Islands 57°03′S 26°43′W
        - Candlemas Island
        - Vindication Island

    - Isola di Bristol
    - Isola Montagu
    - Saunders Island
    - Southern Thule
      - Bellingshausen Island
      - Isola Cook
      - Thule Island

- Isole Kerguelen 49°15′S 69°35′E (Francia)
  - Île Foch (49°00′S 69°17′E)
  - Île Howe (48°52′S 69°27′E)
  - Île Saint-Lanne Gramont (48°55′S 69°12′E)
  - Île du Port (49°11′S 69°36′E)
  - Île Longue (49°32′S 69°54′E)
  - Île Haute (49°22′S 69°54′E)
  - Île Australia (49°27′S 69°50′E)
  - Île de l'Ouest (49°21′S 68°44′E)
  - Îles du Prince-de-Monaco (49°36′S 69°14′E)
  - Îles Nuageuses (48°37′S 68°44′E)
  - Îles de Boynes (50°01′S 58°52′E)
  - Îles Leygues (48°41′S 69°29′E)
  - Île Altazin (49°38′S 69°45′E)
  - Île Gaby (49°39′S 69°46′E)

## Isole comprese nel Trattato Antartico
Lista delle isole situate a sud dei 60° S e quindi comprese nel Trattato Antartico.

### A
- Isola Adams 66°33′S 92°35′E.
- Isola Adelaide o Isla Adelaida o Isla Belgrano - sulla costa occidentale della Penisola Antartica 67°15′S 68°30′W
- Isola Alessandro I o Isola Alessandro o Alexander I Land o Alexander Land o Alexander The First Island o Isla Alejandro I 71°00′S 70°00′W (rivendicata da: Regno Unito, Cile e Argentina)
- Isola Anchorage 67°36′S 68°13′W
- Isola di Andresen 66°53′S 66°40′W
- Isola Anvers o Antwerp Island o Antwerpen Island o Isla Amberes 64°33′S 63°35′W
- Isole Azimuth 67°32′S 62°44′E

### B
- Isole Balleny 66°55′S 163°45′E (rivendicata dalla Nuova Zelanda)
  - Buckle Island 66°39′S 163°03′E (rivendicata dalla Nuova Zelanda)
  - Sabrina Island 66°57′S 163°17′E (rivendicata dalla Nuova Zelanda)
  - Sturge Island 67°25′S 164°44′E (rivendicata dalla Nuova Zelanda)
  - Young Island 66°17′S 162°25′E (rivendicata dalla Nuova Zelanda)
- Bear Island o Isola dell'Orso 68°11′S 67°04′W
- Bearing Island or Direction Island 64°33′S 62°02′W
- Berkner Island or Berkner Ice Rise or Hubley Island 79°30′S 49°30′W
- Biscoe Islands
- Isola di Booth 65°05′S 64°00′W
- Bowman Island 65°17′S 103°07′E
- Brabant Island 64°15′S 62°20′W
- Breaker Island 64°46′S 64°07′W
- Isola di Brema 64°19′S 62°56′W
- Burkett Islands 66°56′S 50°19′E

### C
- Carney Island 73°57′S 121°00′W
- Isola Charcot o Terra di Charcot 69°45′S 75°15′W
- Isola Chavez 65°38′S 64°32′W
- Christine Island 64°48′S 64°02′W
- Cormorant Island 64°48′S 63°58′W
- Isola di Coulman 73°05′S 169°06′E (nel Mare di Ross, rivendicata dalla Nuova Zelanda)
- Cuverville Island 64°41′S 62°38′W - parte occidentale della Penisola Antartica

### D
- Isola Danco or Isla Dedo 64°44′S 62°37′W - parte occidentale della Penisola Antartica
- Debenham Islands 68°08′S 67°07′W
  - Barry Island 68°08′S 67°07′W
- Isola Deception
- Isola DeLaca 64°47′S 64°07′W
- Isole Dion 67°53′S 68°42′W
  - Isola Imperatore
- Direction Island o Bearing Island 64°33′S 62°02′W
- Isola di Dodman 66°58′S 65°46′W
- Isola Doumer
- Isola Dream 64°44′S 64°14′W
- Isola Drygalski 65°45′S 92°30′E
- Isola DuBois 66°16′S 67°10′W
- Isola Dundee 63°30′S 55°55′W - sull'estremo della Penisola Antartica

### E
- Eichorst Island 64°47′S 64°04′W
- Elephant Rocks 64°46′S 64°05′W
- Enterprise Island or Isla Lientur or Isla Nansen Norte o North Nansen Island 64°32′S 62°00′W
- Isola Esperanto 62°25′S 60°10′W

### F
- Flat Islands 67°36′S 62°49′E
- Fletcher Islands 66°53′S 143°05′E

### G
- Grant Island 74°28′S 131°35′W

### H
- Halfway Island 64°45′S 64°12′W
- Henderson Island 66°22′S 97°10′E
- Hermit Island 64°48′S 64°02′W
- Humble Island 64°46′S 64°06′W

### I
- Isola Inaccessibile 77°39′S 166°21′E
- Isola Inexpressible 74°54′S 163°43′E

### J
- James Ross Island - east side of the Penisola Antartica
- Janus Island 64°47′S 64°06′W
- Isola di Jenny 67°44′S 68°24′W
- Isole Jocelyn 67°35′S 62°42′E
- Arcipelago di Joinville
  - Isola Joinville 63°15′S 55°45′W - al largo dell'estremo della Penisola Antartica
  - Isola d'Urville 63°05′S 56°20′W - al largo dell'estremo della Penisola Antartica

### L
- Laggard Island 64°49′S 64°02′W
- Isola Larrouy 65°52′S 65°15′W
- Latady Island 70°45′S 74°35′W
- Liège Island 64°01′S 61°54′W
- Limitrophe Island 64°48′S 64°01′W
- Lipps Island 64°46′S 64°07′W
- Litchfield Island 64°46′S 64°06′W
- Isola Livingston 62°36′S 60°30′W

### M
- Manning Island 69°21′S 76°20′E
- Masson Island or Mission Island 66°08′S 96°35′E
- Mill Island 65°30′S 100°40′E
- Millerand Island 68°09′S 67°13′W

### N
- Nansen Island or Isla Nansen Sur 64°35′S 62°06′W
- Nelson Rock 67°23′S 62°45′E
- North Nansen Island o Enterprise Island o Isla Lientur or Isla Nansen Norte 64°32′S 62°00′W
- Neny Island or Neny Islands 68°12′S 67°03′W

### O
- Isola Ohlin or Bailys Island 63°30′S 60°07′W
- Isole Orcadi Meridionali 60°35′S 45°30′W, Argentina de facto rivendicata dal Regno Unito)
  - Isola dell'Incoronazione (Antartide)
  - Isola Larsen 60°36′S 46°04′W
  - Isola Laurie
  - Isole Inaccessibili 60°34′S 46°44′W
  - Isola Powell
  - Isole Robertson 60°46′S 45°09′W
  - Isola di Signy
- Outcast Islands 64°49′S 64°08′W

### P
- Isola di Paulet 63°35′S 55°47′W - piccola isola a sudest di Dundee Island
- Isola Pietro I (rivendicata dalla Norvegia)
- Petermann Island
- Pobeda Ice Island
- Isola Piñero 67°34′S 67°49′W
- Possession Islands 71°56′S 171°10′E
  - Possession Island 71°52′S 171°12′E

### R
- Renaud Island
- Rongé Island 64°43′S 62°41′W
- Isole Rookery 67°36′37.08″S 62°32′07.08″E (all'interno della Baia Holme, rivendicate dall'Australia)
- Roosevelt Island 79°25′S 162°00′W (all'interno del Mare di Ross, rivendicata dalla Nuova Zelanda)
- Isola di Ross 77°40′S 168°00′E (nel Mare di Ross, rivendicata dalla Nuova Zelanda)
- Isole Rouse 67°34′48″S 62°57′00″E (all'interno della Baia Holme)

### S
- Isola Scott 67°24′S 179°55′W (rivendicata dalla Nuova Zelanda)
- Isola Scholander 66°22′S 66°58′W
- Isola Shepard 74°25′S 132°30′W
- Isola Shortcut
- Isola Siple 73°39′S 125°00′W
- Isole Shetland Meridionali 62°00′S 58°00′W (rivendicate da Argentina/Cile/Regno Unito)
  - Isola Bridgeman (minor) 62°04′S 56°44′W
  - Isola Clarence 61°12′S 54°05′W
  - Isola Cornwallis (Shetland Meridionali) 61°04′S 54°28′W (minore)
  - Isola Deception 62°57′S 60°36′W
  - Isola Desolation (Shetland Meridionali) 62°27′S 60°20′W
  - Isola Elephant 61°01′S 54°54′W
  - Isola Gibbs 61°28′S 55°34′W
  - Greenwich Island 62°31′S 59°47′W
  - Isola Half Moon (minore)
  - Isola di re Giorgio (la principale dell'arcipelago) 62°00′S 58°21′W
  - Isola Livingston 62°36′S 60°30′W
  - Low Island 63°17′S 62°09′W
  - Nelson Island 62°18′S 59°03′W
  - Penguin Island 62°06′S 57°54′W (minoer - una delle molte Penguin Islands nella regione antartica)
  - Robert Island 62°24′S 59°30′W
  - Isola Rowett (Shetland Meridionali) 61°17′S 55°13′W (minor)
  - Rugged Island 62°38′S 61°15′W (minore - una delle molte Rugged Islands nella regione antartica)
  - Seal Island 60°58′S 55°24′W
  - Smith Island 63°00′S 62°30′W
  - Snow Island 62°47′S 61°23′W
- Isola Spaatz 73°00′S 75°00′W
- Isola Spert 63°51′S 60°57′W
- Split Rock 64°47′S 64°03′W
- Spume Island 64°48′S 64°07′W
- Stepping Stones 64°47′S 64°00′W
- Stonington Island 68°11′S 67°00′W
- Surge Rocks 64°47′S 64°04′W

### T
- Isola Tadpole 65°56′S 65°19′W
- Isola Thurston 72°06′S 99°00′W
- Torgersen Island 64°46′S 64°05′W
- Tower Island 63°33′S 59°51′W
- Trinity Island 63°45′S 60°44′W

### U
- Isola Useful 64°43′S 62°52′W

### V
- Isola Vega

### W
- Isola Welch 67°34′S 62°56′E
- Isola Wiencke 64°54′S 63°43′W
- Williams Rocks 67°26′S 62°46′E
- Isole Windmill 66°20′S 110°28′E
  - Isole Allison 66°21′S 110°29′E
  - Isola Ardery 66°22′S 110°27′E
  - Isola Austral 66°30′S 110°39′E
  - Scogli Bailey 66°17′S 110°32′E
  - Isola Beall 66°18′S 110°29′E
  - Scogliera Beall
  - Isola Berkley
  - Isola Birkenhauer 66°29′S 110°37′E
  - Isola Blunn
  - Isola Boffa 66°28′S 110°37′E
  - Isola Bosner 66°27′S 110°36′E
  - Isola Bousquet 66°25′S 110°41′E
  - Isola Boving 66°17′S 110°31′E
  - Scoglio Bradford
  - Isola Burnett
  - Isola Cameron
  - Isola Chappel
  - Isola Cloyd 66°25′S 110°33′E
  - Scoglio Collins
  - Isole Cronk 66°19′S 110°25′E
  - Scogliera Dahl
  - Isola Daniel
  - Isola Denison 66°18′S 110°27′E
  - Isola Dewart
  - Isole Donovan
  - Scoglio Fitzpatrick 66°16′S 110°30′E
  - Isola Ford 66°24′S 110°31′E
  - Isole Frazier
  - Scogliera Gibney 66°15′S 110°30′E
  - Isola Glasgal
  - Isola Griffith 66°20′S 110°29′E
  - Isola Hailstorm
  - Isola Hemphill 66°23′S 110°34′E
  - Isola Herring 66°24′S 110°38′E
  - Isola Holl 66°25′S 110°25′E
  - Isola Hollin 66°19′S 110°24′E
  - Isola Honkala
  - Isola Kilby 66°16′S 110°31′E
  - Isola Lilienthal
  - Scoglio Magee
  - Isola McIntyre 66°14′S 110°34′E
  - Isola McMullin
  - Isola Midgley
  - Isola Molholm
  - Isola Motherway
  - Isola Nelly
  - Isola Nicholson
  - Isola Niles
  - Isola O'Connor
  - Isola Odbert 66°22′S 110°33′E
  - Isola Ommundsen
  - Scoglio Patterson
  - Isola Peterson 66°28′S 110°30′E
  - Isola Phelps
  - Isola Pidgeon 66°19′S 110°27′E
  - Isola Sack
  - Isola Shirley 66°17′S 110°30′E
  - Isole Smith 66°18′S 110°27′E
  - Isola Teigan
  - Isola Thompson
  - Isola Warrington
  - Isola Werlein
  - Isola Wilson
  - Scoglio Wonsey
  - Isola Wyche
  - Isola Zimmerman
- Isola Wittmann 65°44′S 65°49′W

### Z
- Isola Zigzag